# 單戀Finally
《單戀Finally》（日语：片想いFinally）是SKE48的第8張單曲，於2012年1月25日由avex trax發售。

## 概要
廣告標語是「一直，有說不出的戀愛」（ずっと、言えない恋がある）。
與前作《愛就OK》相隔2個月發售。分為TYPE-A、TYPE-B、TYPE-C和劇場盤，共4種形式發售。初回生産分附送全国握手會參加引換券，以及1張原創收集卡片（共有16種）。
音樂影片（PV）内容描寫同性戀、嫉妒、欺負、掠奪、快樂、暴力等。外景拍攝地是沖繩縣国頭郡金武町。
本作品包括C/W曲都沒有商業搭配。

## 主要記錄
發售前日2012年1月24日Oricon公信榜記錄估計發售枚數約28.5万枚在記錄的第1位。前作《愛就OK》的初日發售數量約28.3万張，是自己首日最高的發售紀錄。同時，這張單曲是2009年3月的記錄估計發售數量公開以來，姊妹團體的母体AKB48以外的單曲之中銷售張數最高的一張。
- 首次獲得Oricon公信榜月冠的SKE48單曲，亦是首支單曲總銷量超越50萬張。

## 收錄曲

### TYPE-A
封面照（初回限定盤（外））松井珠理奈、松井玲奈

封面照（通常盤（外））木﨑ゆりあ、須田亜香里、平松可奈子、松井珠理奈、金子栞

1. 片想いFinally [4:22]
（作詞：秋元康）
2. はにかみロリーポップ - 白組
（作詞：秋元康）
3. 今日までのこと、これからのこと
（作詞：秋元康）
4. 片想いFinally（off vocal）
5. はにかみロリーポップ（off vocal）
6. 今日までのこと、これからのこと（off vocal）

DVD
1. 「片想いFinally 」music video
2. 「はにかみロリーポップ」music video
3. 特典映像「SKE48紅白対抗 マル秘芸認定大会 PART1」

特典（只限初回限定盤）
- 原作收集用卡片（全16種隨機抽樣封入1種）

### TYPE-B
封面照（初回限定盤（外））木﨑ゆりあ、平松可奈子、小木曽汐莉、秦佐和子、古川愛李、金子栞

封面照（通常盤（外））桑原みずき、松井玲奈、小木曽汐莉、古川愛李、向田茉夏

1. 片想いFinally
2. がかすれるくらい [5:22] - 紅組
（作詞：秋元康）
3. 今日までのこと、これからのこと
4. 片想いFinally（off vocal）
5. がかすれるくらい（off vocal）
6. 今日までのこと、これからのこと（off vocal）

DVD
1. 「片想いFinally 」music video
2. 「がかすれるくらい」music video
3. 特典映像「SKE48紅白対抗 マル秘芸認定大会・PART2」

特典（只限初回限定盤）
- 全国握手会参加引換券
- 原作收集用卡片（全16種隨機抽樣封入1種）

### TYPE-C
封面写真（初回限定盤（外））須田亜香里、矢神久美、高柳明音、松本梨奈、向田茉夏

封面写真（通常盤（外））大矢真那、矢神久美、高柳明音、秦佐和子、松本梨奈、木本花音

1. 片想いFinally
2. 寡黙な月 - セレクション8
（作詞：秋元康）
3. 今日までのこと、これからのこと
4. 片想いFinally（off vocal）
5. 寡黙な月（off vocal）
6. 今日までのこと、これからのこと（off vocal）

DVD
1. 「片想いFinally」music video
2. 特典映像I 「SKE48紅白対抗マル秘芸大会」
3. 特典映像II「KIIオリジナル公演への軌跡」documentary movie

特典（只限初回限定盤）
- 全国握手会参加引換券

### 劇場盤
封面写真（外）木﨑ゆりあ、松井珠理奈、松井玲奈、矢神久美、高柳明音
1. 片想いFinally
2. はにかみロリーポップ
3. がかすれるくらい
4. SKE48 8th single medley
5. 片想いFinally（off vocal）
6. はにかみロリーポップ（off vocal）
7. がかすれるくらい（off vocal）

## 參與成員
跟前作一樣都有全體參加的歌曲，但Team KII的4人（赤枝里里奈、加藤智子、佐藤實繪子、山田澪花）、Team E的5人（小林亞實、酒井萌衣、高木由麻奈、竹内舞、都築里佳）和除了齋藤真木子外的研究生都沒有參與本作任何選拔歌曲或分組曲。
以下團隊所屬情況均截止至發售時。如無特別指明，以下關於成員更替描述均是跟前作《愛就OK》比較。

### 單戀Finally
（中心: 松井珠理奈、松井玲奈）
- Team S：大矢真那、木﨑ゆりあ、桑原みずき、須田亞香里、平松可奈子、松井珠理奈、松井玲奈、矢神久美
- Team KII：小木曾汐莉、高柳明音、秦佐和子、古川愛李、松本梨奈、向田茉夏
- Team E：金子栞、木本花音

松本初次進入單曲選拔組。古川、向田是自《翡翠色的沙灘裙》以来再次進入選拔。前作選拔成員的小野、木下、原都落選。

### 今天之前的事、今後的事
- 發行時SKE48全體成員

### 羞澀棒棒糖
「白組」名义
（中心: 松井珠理奈）
- Team S：小野晴香、中西優香、平田璃香子、松井珠理奈
- Team KII：阿比留李帆、石田安奈、後藤理沙子、若林倫香
- Team E：磯原杏華、柴田阿弥、山田恵里伽
- 研究生：斉藤真木子
昇格至選拔的松本落選，從選拔落選的小野和《畢業式忘記的東西》以来都是白組的後藤和山田惠加入。前作成員小林亞実落選。

### 聲嘶力竭
「紅組」名义
（中心: 松井玲奈）
- Team S：加藤るみ、木下有希子、高田志織、出口陽、松井玲奈
- Team KII：佐藤聖羅、矢方美紀
- Team E：上野圭澄、梅本圓、原望奈美、間野春香、山下ゆかり
昇格至選拔的古川、向田落選；從選拔落選的木下、原和間野加入。前作成員鬼頭落選。

### 沉默寡言月
「選擇8」名义
（中心: 松井珠理奈）
- Team S：木﨑ゆりあ、松井珠理奈、松井玲奈、矢神久美
- Team KII：石田安奈、小木曾汐莉、高柳明音
- Team E：木本花音
大矢落選，石田加入。

## 備註
1. ↑  （日語）. natalie. 2011-12-19  [2011-12-20]. （原始内容存档于2019-10-29）.
2. ↑  （日語）. Oricon. 2012-01-25  [2012-01-26]. （原始内容存档于2013-08-23）.

## 外部連結
- avex network介紹網站
  - TYPE-A
    - 初回限定盤（页面存档备份，存于）
    - 通常盤（页面存档备份，存于）

  - TYPE-B
    - 初回限定盤（页面存档备份，存于）
    - 通常盤（页面存档备份，存于）

  - TYPE-C
    - 初回限定盤（页面存档备份，存于）
    - 通常盤（页面存档备份，存于）

  - 劇場盤（页面存档备份，存于）